# ریچل هلد ایوانز
ریچل هلد ایوانز (انگلیسی: Rachel Held Evans; ۸ ژوئن ۱۹۸۱ – ۴ مهٔ ۲۰۱۹) ستون‌نویس، و روزنامه‌نگار اهل ایالات متحده آمریکا بود.